# 女子サッカー選手一覧
女子サッカー選手一覧は、世界各国の女子選手について、出身国および大陸団体別に分類したものである（男子選手についてはサッカー選手一覧に記述）。

## AFC

### オーストラリア
- アンジェラ・イアノッタ
- リサ・デ・ヴァンナ
- サラ・ウォルシュ
- サム・カー
- ヘザー・ギャリオック
- カトリーナ・ゴリー
- シェリル・ソールズベリー
- モヤ・ドッド
- ケイトリン・フォード
- ヴェドラナ・ポポヴィッチ

### 韓国
- 李珍和
- 李世恩
- 李明花
- 任銀珠
- 康裕美
- 金スリ
- 金度妍
- 金ナレ
- 金有美
- 權ハヌル
- 宋周希
- 池笑然
- 崔先進
- 車成美
- 車妍喜
- 趙昭賢
- 田ガウル
- 鄭惠因
- 朴煕栄
- 文昭理
- 柳英雅
- 劉英實
- 余珉知

### チャイニーズ・タイペイ
- 許家珍
- 周台英
- 蘇育萱
- 曾淑娥
- 張愫心
- 陳曉娟
- 程思瑜
- ミッシェル・パオ
- 林曼婷
- 呂桂花

### 中国
- ウルガマル
- 王暁雪
- 王霜
- 温莉蓉
- 韓端
- 高紅
- 徐媛
- 施桂紅
- 孫雯
- 孫慶梅
- 唐佳麗
- 白潔
- 馬暁旭
- 雷佳慧
- 李秀馥
- 劉愛玲

### 北朝鮮
- 金英愛
- 全明花
- 陳星姫
- 許順姫
- 李今淑
- 李香玉

### 日本
日本の女子サッカー選手一覧を参照の事。

## CAF

### ガーナ
- エリザベス・アッドー
- エリザベス・クジョー
- アルバータ・サッキー

### ナイジェリア
- マーシー・アキデ
- チオマ・アジュンワ
- シンシア・ウワク
- エベア・オージ
- アラバ・ジョナサン
- リタ・チクウェル
- パーペチュア・ヌクウォチャ
- モーリーン・ムマドゥ

### 南アフリカ共和国
- エウディ・シメラネ

## CONCACAF

### アメリカ
- ミシェル・エイカーズ
- ナターシャ・カイ
- カリン・ギャバラ
- ブリトニー・キャメロン
- アレブ・ケルター
- ステファニー・コックス
- ベヴァリー・ゴーベル・ヤネズ
- ブリアーナ・スカリー
- ホープ・ソロ
- ブランディ・チャスティン
- ミア・ハム
- クリスティ・ピアース
- クリステン・プレス
- ケイト・マークグラフ
- シャノン・マクミラン
- ヘザー・ミッツ
- ティファニー・ミルブレット
- レベッカ・モロス
- アレックス・モーガン
- ミーガン・ラピノー
- クリスティン・リリー
- カーリー・ロイド
- アリー・ワグナー
- アビー・ワンバック

### カナダ
- クリスティン・シンクレア
- メリッサ・タンクレディ
- ブリタニー・ティムコ
- シャーメイン・フーパー
- カリーナ・ルブラン

### メキシコ
- マリベル・ドミンゲス

## CONMEBOL

### アルゼンチン
- ファビアナ・バリェホス
- ルドミラ・マニクレール
- エミリア・メンディエタ

### ブラジル
- ダニエラ・アウヴェス・リマ
- デルマ・ゴンサルベス
- カチア・シレーニ・テイシェイラ・ダ・シウヴァ
- ミレーネ・ドミンゲス
- マルタ・ビエイラ・ダ・シルバ
- フォルミガ
- レア・リン・ガブリエラ・フォルトゥニ
- シスレイジ・ド・アモール・リマ
- クリスチアニ・ロゼイラ・ジ・ソウザ・シウヴァ

## OFC

### ニュージーランド
- ロージー・ホワイト

## UEFA

### アイスランド
- マルガリェート・ラウラ・ヴィザルスドッティル
- ホルムフリーズル・マグヌースドッティル

### アイルランド
- ケイティー・テイラー
- エマ・バーン

### イタリア
- サラ・ガーマ
- アレッシア・トゥッティーノ
- パトリツィア・パニーコ
- アリーチェ・パリージ
- アレッサンドラ・バレーカ
- カロリーナ・モラーチェ
- ローズ・ライリー

### イングランド
- カレン・ウォーカー
- カレン・カーニー
- ジリアン・クルタード
- アレックス・スコット
- ケリー・スミス
- ラウーラ・バセット
- ホープ・パウエル
- ローラ・ハービー
- エレン・トニ・ホワイト
- レイチェル・ヤンキー

### ウェールズ
- ジェーン・ラドロウ

### ウクライナ
- ヴェラ・ディアテル

### オーストリア
- ダニエラ・イラシュコ＝シュトルツ
- カリーナ・ヴェンニンガー
- エヴァ・ガンスター
- カタリーナ・シーヒトル
- ヴィクトリア・シュナーダーベック
- マヌエーラ・ツィンスベルガー
- ニコル・ビッラ
- メラニー・フィッシャー
- サーラ・プンティガム
- リーサ・マカス
- ヤスミン・エーダー
- ユリア・ヒッケルスベルガー＝フュッラー
- ラウラ・ヴィーンロイター

### オランダ
- ジャキー・フルーネン
- リーケ・マルテンス
- フィフィアネ・ミデマー

### ギリシャ
- タニア・カルヴァス
- カロモイラ・コントミヒ

### スウェーデン
- コソヴァレ・アスラニ
- ヨハンナ・アルムグレン
- エマ・クッルベリ
- アントニア・イェランソン
- ロッタ・シェリン
- カロリーネ・セゲル
- ヴィクトリア・スヴェンソン
- ピア・スンドハーゲ
- ヨハンナ・フリスク
- マリン・モストレム
- ソフィア・ヤコブソン
- ハンナ・ユングベリ
- サラ・ラーション

### スコットランド
- スーザン・グラント
- イフェオマ・ディーケ
- ジュリー・フリーティング
- スーザン・マローン
- ローズ・ライリー - スコットランド出身だがイタリア国籍を取得してイタリア代表としてプレーした。

### スペイン
- ジェニファー・エルモソ
- マイデル・カスティーリョ
- アマンダ・サンペドロ
- アイノア・ティラプ
- ドロレス・デル・リオ
- マルタ・トレホン
- イレーネ・パレデス
- サンドラ・ビラノーバ
- アイノア・フェルナンデス
- アレクシア・プテジャス
- ベロニカ・ボケーテ
- マリア・ホセ・ポンス
- ミラグロス・マルティネス・ドミンゲス

### ドイツ
- ナディーネ・アンゲラー
- ベッティーナ・ヴィーグマン
- ツェリア・オコイノ・ダ・ムバビ
- レナ・オーバードルフ
- ケルシュティン・ガーレフレケス
- ニア・キュンツァー
- キム・クーリッヒ
- ナディネ・ケスラー
- ケルシュティン・シュテーゲマン
- セリア・シャシッチ
- ビアンカ・シュミット
- サラ・デブリッツ
- ジルフィア・ナイト
- ファトミレ・バイラマイ
- イザベル・バホール
- ザスキア・バルトゥジアク
- アリアーネ・ヒングスト
- スベニャ・フート
- ビルギット・プリンツ
- リンダ・ブレゾニク
- パウリーネ・ブレマー
- マルティナ・フォス
- バベット・ペーター
- メラニー・ベーリンガー
- コニー・ポーラーズ
- アレクサンドラ・ポップ
- マレン・マイネルト
- ジェニファー・マロジャン
- アーニャ・ミッターク
- ザンドラ・ミンネルト
- スティーナ・ヨハネス
- シュテフィ・ヨーネス
- ジモーネ・ラウデール
- レナーテ・リンゴル
- メラニー・ロイポルツ
- レナ・ロッツェン
- ジルケ・ロッテンベルク

### トルコ
- ゼリハ・シムシェク

### ノルウェー
- メリッサ・ヴィーク
- グロ・エスペセト
- リーゼ・クラヴネス
- ソルヴェイグ・グルブランセン
- ヘイディ・ストール
- ベンテ・ノルドビー
- イザベル・ヘルロヴセン
- アーダ・ヘーゲルベルグ
- リンダ・メダレン
- ダグニー・メルグレン
- レニ・ラシェン＝カウリン
- ヘーゲ・リーセ

### フィンランド
- エッシ・サイニオ

### フランス
- カミーユ・アビリー
- サンドリーヌ・スーベイラン
- コリンヌ・ディアクル
- ルイザ・ネシブ
- マリネット・ピション
- サラ・ブアディ
- ソニア・ボンパストル
- ウジェニー・ル・ソンメ
- ワンディ・ルナール
- エリザベート・ロワゼル